# ديفيد اندروز
ديفيد اندروز (بالإنجليزية: David Andrews)‏ هو محام بالقضاء العالي ودبلوماسي وسياسي أيرلندي، ولد في 15 مارس 1935 بدبلن في جمهورية أيرلندا. حزبياً، نشط في فيانا فايل.

## مناصب
- في الانتخابات العمومية الإيرلندية 1965 [الإنجليزية]‏، انتخب نائب دييل عن دائرة Dún Laoghaire and Rathdown (Dáil constituency) [الإنجليزية]‏ وقد انضم خلال فترته النيابية ‏ (21 أبريل 1965 – 21 مايو 1969)  للكتلة البرلمانية فيانا فايل.
- في الانتخابات العمومية الإيرلندية 1969 [الإنجليزية]‏، انتخب نائب دييل عن دائرة Dún Laoghaire and Rathdown (Dáil constituency) [الإنجليزية]‏ وقد انضم خلال فترته النيابية ‏ (2 يوليو 1969 – 5 فبراير 1973)  للكتلة البرلمانية فيانا فايل.
- في الانتاخابات العمومية الإيرلندية 1973 [الإنجليزية]‏، انتخب نائب دييل عن دائرة Dún Laoghaire and Rathdown (Dáil constituency) [الإنجليزية]‏ وقد انضم خلال فترته النيابية ‏ (14 مارس 1973 – 25 مايو 1977)  للكتلة البرلمانية فيانا فايل.
- في الانتخابات العمومية الإيرلندية 1977 [الإنجليزية]‏، انتخب نائب دييل عن دائرة Dún Laoghaire (Dáil constituency) [الإنجليزية]‏ وقد انضم خلال فترته النيابية ‏ (5 يوليو 1977 – 21 مايو 1981)  للكتلة البرلمانية فيانا فايل.
- في الانتخابات العمومية الإيرلندية 1981 [الإنجليزية]‏، انتخب نائب دييل عن دائرة Dún Laoghaire (Dáil constituency) [الإنجليزية]‏ وقد انضم خلال فترته النيابية ‏ (30 يونيو 1981 – 27 يناير 1982)  للكتلة البرلمانية فيانا فايل.
- في الانتخابات العمومية الإيرلندية، فبراير 1982 [الإنجليزية]‏، انتخب نائب دييل عن دائرة Dún Laoghaire (Dáil constituency) [الإنجليزية]‏ وقد انضم خلال فترته النيابية ‏ (9 مارس 1982 – 4 نوفمبر 1982)  للكتلة البرلمانية فيانا فايل.
- في الانتخابات العمومية الإيرلندية، نوفمبر 1982 [الإنجليزية]‏، انتخب نائب دييل عن دائرة Dún Laoghaire (Dáil constituency) [الإنجليزية]‏ وقد انضم خلال فترته النيابية ‏ (14 ديسمبر 1982 – 20 يناير 1987)  للكتلة البرلمانية فيانا فايل.
- في الانتخابات العمومية الإيرلندية 1987 [الإنجليزية]‏، انتخب نائب دييل عن دائرة Dún Laoghaire (Dáil constituency) [الإنجليزية]‏ وقد انضم خلال فترته النيابية ‏ (10 مارس 1987 – 25 مايو 1989)  للكتلة البرلمانية فيانا فايل.
- في الانتخابات العمومية الإيرلندية 1989 [الإنجليزية]‏، انتخب نائب دييل عن دائرة Dún Laoghaire (Dáil constituency) [الإنجليزية]‏ وقد انضم خلال فترته النيابية ‏ (29 يونيو 1989 – 5 نوفمبر 1992)  للكتلة البرلمانية فيانا فايل.
- في الانتخابات العمومية الإيرلندية 1992 [الإنجليزية]‏، انتخب نائب دييل عن دائرة Dún Laoghaire (Dáil constituency) [الإنجليزية]‏ وقد انضم خلال فترته النيابية ‏ (14 ديسمبر 1992 – 15 مايو 1997)  للكتلة البرلمانية فيانا فايل.
- في الانتخابات العمومية الإيرلندية 1997 [الإنجليزية]‏، انتخب نائب دييل عن دائرة Dún Laoghaire (Dáil constituency) [الإنجليزية]‏ وقد انضم خلال فترته النيابية ‏ (26 يونيو 1997 – 25 أبريل 2002)  للكتلة البرلمانية فيانا فايل.
- انتخب وزير الخارجية والتجارة [الإنجليزية]‏ (11 فبراير 1992 – 12 يناير 1993).
- انتخب وزير الدفاع [الإنجليزية]‏ (12 يناير 1993 – 15 ديسمبر 1994).
- انتخب وزير الدولة للتاوسيتش [الإنجليزية]‏ (8 مايو 1970 – 14 مارس 1973).
- انتخب Minister for the Environment, Climate and Communications [الإنجليزية]‏ (12 يناير 1993 – 15 ديسمبر 1994).
- انتخب وزير الدفاع [الإنجليزية]‏ (26 يونيو 1997 – 8 أكتوبر 1997).
- انتخب وزير الخارجية والتجارة [الإنجليزية]‏ (8 أكتوبر 1997 – ).